# Trent Claus
Trent Claus es supervisor de efectos visuales en Lola VFX. Es conocido por su trabajo en Marvel Cinematic Universe (MCU), habiendo contribuido en 21 de sus películas.

## Primeros años
Originario de Nebraska, comenzó su primer trabajo en una tienda de cómics a la edad de 13 años. En la universidad, obtuvo una licenciatura en Bellas Artes de la Universidad de Nebraska-Lincoln, y luego entró en la industria del cine como pintor mate.

## Carrera
Claus comenzó su carrera como pintor mate, trabajando en películas como Iron Man, The Love Guru y Jumper.
Luego hizo la transición a la composición, trabajando en películas como Blade Runner (The Final Cut), El curioso caso de Benjamin Button, Iron Man 2 y The Social Network. Por su trabajo en Capitán América: el primer vengador, recibió el premio de la Visual Effects Society por Composición Sobresaliente en una Película. En 2020 fue nominado a Mejor Composición una vez más por la película Capitana Marvel.
Como supervisor de efectos visuales, ha sido responsable de la mayoría de los efectos de "envejecimiento" y "reducción del envejecimiento" del Universo Cinematográfico de Marvel. En Avengers: Endgame, supervisó aproximadamente 200 tomas de manipulación de la edad, incluidos los personajes interpretados por Stan Lee y Michael Douglas, así como la transformación del personaje del Capitán América de Chris Evans en un anciano. Para la película Capitana Marvel, redujo la edad del personaje de Samuel L. Jackson 25 años durante toda la película. Redujo la edad del personaje de Michael Douglas, Hank Pym, en varias películas, incluido Ant-Man y Ant-Man and the Wasp (junto con Laurence Fishburne y Michelle Pfeiffer).
Para la película Avengers: Age of Ultron, Claus desarrolló la apariencia y el diseño del personaje Vision (interpretado por Paul Bettany), desde las placas y capas que conforman la cara de Vision, hasta los diafragmas mecánicos de sus ojos. Volvió a visitar al personaje en la película Capitán América: Civil War, entregando más de 200 tomas, 80 de las cuales eran Visión.
En 2019, se convirtió en miembro de la Academia de Artes y Ciencias Cinematográficas.

## Filmografía
| Año       | Título                                             | Notas                                                  |
| --------- | -------------------------------------------------- | ------------------------------------------------------ |
| 2022      | Obi-Wan Kenobi                                     | Miniserie de televisión                                |
| 2021-2022 | El libro de Boba Fett                              | Serie de televisión                                    |
| 2021      | Hawkeye                                            | Miniserie de televisión                                |
| 2021      | Black Widow                                        |                                                        |
| 2021      | Coming 2 America                                   |                                                        |
| 2021      | WandaVision                                        | Miniserie de televisión                                |
| 2020      | The Mandalorian                                    | Serie de televisión                                    |
| 2020      | Mrs. America                                       | Miniserie de televisión                                |
| 2019      | The Terror                                         | Serie de televisión                                    |
| 2019      | It Capítulo Dos                                    | Compositor; sin acreditar                              |
| 2019      | Spider-Man: lejos de casa                          | Compositor                                             |
| 2019      | Avengers: Endgame                                  |                                                        |
| 2019      | Capitana Marvel                                    |                                                        |
| 2018      | Ant-Man and the Wasp                               |                                                        |
| 2018      | Han Solo: una historia de Star Wars                | Compositor                                             |
| 2018      | Avengers: Infinity War                             |                                                        |
| 2017      | The Post                                           | Compositor                                             |
| 2017      | Battle of the Sexes                                | Compositor                                             |
| 2017      | Piratas del Caribe: La venganza de Salazar         |                                                        |
| 2017      | Guardianes de la Galaxia vol. 2                    |                                                        |
| 2016      | Doctor Strange                                     |                                                        |
| 2016      | American Pastoral                                  |                                                        |
| 2016      | Capitán América: Civil War                         |                                                        |
| 2015      | Joy                                                |                                                        |
| 2015      | Ant-Man                                            |                                                        |
| 2015      | Avengers: Age of Ultron                            |                                                        |
| 2014      | Night at the Museum: Secret of the Tomb            | Compositor                                             |
| 2014      | Unbroken                                           | Compositor                                             |
| 2014      | Perdida                                            | Compositor                                             |
| 2014      | Guardianes de la Galaxia                           |                                                        |
| 2014      | Captain America: The Winter Soldier                | Artista digital                                        |
| 2013      | El Llanero Solitario                               | Supervisor de composición                              |
| 2013      | Iron Man 3                                         | Compositor; sin acreditar                              |
| 2013      | House of Cards                                     | Serie de televisión                                    |
| 2012      | Los miserables                                     | Efectos visuales                                       |
| 2012      | Skyfall                                            | Artista                                                |
| 2012      | Life of Pi                                         | Efectos visuales                                       |
| 2012      | Snow White & the Huntsman                          | Artista                                                |
| 2012      | The Avengers                                       | Artista                                                |
| 2012      | Prometheus                                         |                                                        |
| 2011      | The Girl with the Dragon Tattoo                    | Artista                                                |
| 2011      | J. Edgar                                           | Efectos visuales                                       |
| 2011      | The Twilight Saga: Breaking Dawn - Part 1          | Artista                                                |
| 2011      | American Horror Story                              | Episodio: "Murder House"; artista; sin acreditar       |
| 2011      | Hugo                                               | Efectos visuales                                       |
| 2011      | Los Pitufos                                        |                                                        |
| 2011      | Capitán América                                    | Artista                                                |
| 2011      | Harry Potter y las reliquias de la Muerte: parte 2 | Artista                                                |
| 2011      | Your Highness                                      | Artista; sin acreditar                                 |
| 2011      | Just Go With It                                    | Artista                                                |
| 2010      | Skyline                                            | Artista                                                |
| 2010      | Morning Glory                                      |                                                        |
| 2010      | The Social Network                                 | Artista                                                |
| 2010      | The Town                                           | Artista; sin acreditar                                 |
| 2010      | The Twilight Saga: Eclipse                         | Artista                                                |
| 2010      | Robin Hood                                         | Artista                                                |
| 2010      | Iron Man 2                                         | Artista                                                |
| 2010      | Percy Jackson y el ladrón del rayo                 | Artista                                                |
| 2010      | The Book of Eli                                    | Compositor                                             |
| 2009      | Avatar                                             | Artista; sin acreditar                                 |
| 2009      | The Stepfather                                     | Artista                                                |
| 2009      | CSI: Nueva York                                    | Episodio: "Blacklist (featuring Grave Digger); artista |
| 2009      | CSI: Miami                                         | Episodio: "Out of Time"; artista; sin acreditar        |
| 2009      | Up in the Air                                      | Compositor                                             |
| 2009      | Case 39                                            | Compositor; sin acreditar                              |
| 2009      | G.I. Joe: The Rise of Cobra                        | Artista                                                |
| 2009      | La huérfana                                        | Compositor                                             |
| 2009      | Dance Flick                                        | Artista                                                |
| 2009      | Obsessed                                           | Artista                                                |
| 2009      | X-Men Origins: Wolverine                           | Artista                                                |
| 2009      | Star Trek                                          | Artista                                                |
| 2009      | Fast & Furious                                     | Artista                                                |
| 2009      | Crossing Over                                      | Artista                                                |
| 2008      | Marley & Me                                        | Artista                                                |
| 2008      | Bedtime Stories                                    | Artista                                                |
| 2008      | El curioso caso de Benjamin Button                 | Artista                                                |
| 2008      | Australia                                          | Artista                                                |
| 2008      | Crepúsculo                                         | Artista                                                |
| 2008      | Quarantine                                         | Artista; sin acreditar                                 |
| 2008      | Management                                         | Artista                                                |
| 2008      | The Secret Life of Bees                            | Artista                                                |
| 2008      | Meet Dave                                          | Artista                                                |
| 2008      | The Love Guru                                      | Artista                                                |
| 2008      | The Incredible Hulk                                | Artista                                                |
| 2008      | Speed Racer                                        | Artista                                                |
| 2008      | Made of Honor                                      | Artista; sin acreditar                                 |
| 2008      | Iron Man                                           | Pintor Matte                                           |
| 2008      | Prom Night                                         | Artista                                                |
| 2008      | La isla de Nim                                     | Pintor Matte                                           |
| 2008      | Jumper                                             | Artista                                                |
| 2007      | Aliens vs. Predator: Requiem                       | Compositor; artista: Hydraulx                          |
| 2007      | Mitch Albom's for one more day                     | Película para televisión; artista conceptual           |
| 2007      | This Christmas                                     | Artista                                                |
| 2007      | The Invasion                                       | Artista digital                                        |
| 2006      | Superman Returns                                   |                                                        |
| 2006      | Poseidón                                           |                                                        |
| 1982      | Blade Runner                                       | Compositor digital; versión Final Cut de 2007          |

## Premios y nominaciones
| Año  | Premio                       | Categoría                                               | Obra                     | Notas                                                          | Resultado |
| ---- | ---------------------------- | ------------------------------------------------------- | ------------------------ | -------------------------------------------------------------- | --------- |
| 2012 | Visual Effects Society       | Composición sobresaliente en un largometraje            | Capitán América          | Junto a Casey Allen, Brian HAjek y Cliff Wlsh                  | Ganador   |
| 2014 | Phoenix Film Critics Society | Mejores Efectos Visuales                                | Guardianes de la Galaxia | Junto a Stephane Ceretti, Paul Corbould y Nicolas Aithadi      | Nominado  |
| 2020 | Visual Effects Society       | Composición sobresaliente en una película fotorrealista | Capitana Marvel          | Junto a David Moreno Hernandez, Jeremiah Sweeney y Yuki Uehara | Nominado  |